# HD 92941
HD 92941，又名BD+20 2514，SAO 81496、HR 4197，是一颗恒星，视星等为6.27，位于銀經220.27，銀緯60，其B1900.0坐标为赤經10h 38m 51.6s，赤緯+20° 60′ 2″。